# Lista de episódios de Family Guy
Esta é uma lista de episódios da série de animação Family Guy. A série teve sua primeira exibição em 31 de janeiro de 1999 e acabou originalmente em 14 de fevereiro de 2002; porém, devido ao grande número de telespectadores e à grande venda de DVDs da série, ela voltou a ser exibida em 1 de maio de 2005.
Um filme lançado diretamente para DVD, Stewie Griffin: The Untold Story, foi lançado em 27 de setembro de 2005. Um episódio extra, Up Late with Stewie & Brian, foi criado para produzir e promover a mal sucedida série The Winner (produzida por Seth MacFarlane).
A 3ª temporada foi lançada em VHS na Região 1 em 2004, na Região 2 em 16 de dezembro de 2004, na Região 3 em 1 de janeiro de 2005, na Região 4 em 7 de fevereiro de 2005 e na Região 5 em 7 de agosto de 2003.[carece de fontes?] A 8ª temporada foi lançada em DVD na Região 1 em 7 de junho de 2010, na Região 2 em 13 de agosto de 2010, na Região 3 em 18 de dezembro de 2010, na Região 4 em 7 de janeiro de 2011, e na Região 5 em 5 de junho de 2010.[carece de fontes?] A 9ª temporada foi lançada em DVD na Região 1 em 18 de dezembro de 2011, a Região 2 em 28 de dezembro de 2011, a Região 3 em 7 de janeiro de 2011, a Região 4 em 7 de fevereiro de 2011 e a Região 5 em 17 de dezembro de 2011.[carece de fontes?] A temporada 17 foi lançada em DVD, só em Portugal em 18 de outubro de 2019, a 18ª temporada em 14 de agosto de 2020, e a 19ª temporada deve ser lançada em Portugal em 7 de abril de 2021.

## Resumo
| Temporada | Temporada | Episódios | Episódios | Originalmente exibido  | Originalmente exibido | Nielsen ratings | Nielsen ratings        |
| Temporada | Temporada | Episódios | Episódios | Estreia da temporada   | Final da temporada    | Ranking         | Audiência (em milhões) |
| --------- | --------- | --------- | --------- | ---------------------- | --------------------- | --------------- | ---------------------- |
|           | 1         | 7         | 7         | 31 de janeiro de 1999  | 16 de maio de 1999    | 33              | 12.80                  |
|           | 2         | 21        | 21        | 23 de setembro de 1999 | 1 de agosto de 2000   | 114             | 6.32                   |
|           | 3         | 22        | 22        | 11 de julho de 2001    | 9 de novembro de 2003 | 125             | 4.50                   |
|           | 4         | 30        | 30        | 1 de maio de 2005      | 21 de maio de 2006    | 68              | 7.90                   |
|           | 5         | 18        | 18        | 10 de setembro de 2006 | 20 de maio de 2007    | 71              | 7.20                   |
|           | 6         | 12        | 12        | 23 de setembro de 2007 | 4 de maio de 2008     | 84              | 7.94                   |
|           | 7         | 16        | 16        | 28 de setembro de 2008 | 17 de maio de 2009    | 69              | 7.56                   |
|           | 8         | 21        | 21        | 27 de setembro de 2009 | 20 de junho de 2010   | 53              | 7.73                   |
|           | 9         | 18        | 18        | 26 de setembro de 2010 | 22 de maio de 2011    | 56              | 7.66                   |
|           | 10        | 23        | 23        | 25 de setembro de 2011 | 20 de maio de 2012    | 63              | 7.30                   |
|           | 11        | 22        | 22        | 30 de setembro de 2012 | 19 de maio de 2013    | 62              | 6.94                   |
|           | 12        | 21        | 21        | 29 de setembro de 2013 | 18 de maio de 2014    | 78              | 6.11                   |
|           | 13        | 18        | 18        | 28 de setembro de 2014 | 17 de maio de 2015    | 94              | 5.86                   |
|           | 14        | 20        | 20        | 27 de setembro de 2015 | 22 de maio de 2016    | 111             | 4.28                   |
|           | 15        | 20        | 20        | 25 de setembro de 2016 | 21 de maio de 2017    | 116             | 3.93                   |
|           | 16        | 20        | 20        | 1 de outubro de 2017   | 20 de maio de 2018    | 136             | 3.52                   |
|           | 17        | 20        | 20        | 30 de setembro de 2018 | 12 de maio de 2019    | 131             | 3.33                   |
|           | 18        | 20        | 20        | 29 de setembro de 2019 | 17 de maio de 2020    | 107             | 2.65                   |
|           | 19        | 20        | 20        | 27 de setembro de 2020 | 16 de maio de 2021    | 120             | 2.19                   |
|           | 20        | 20        | 20        | 26 de setembro de 2021 | 22 de maio de 2022    | 120             | 2.19                   |
|           | 21        | 20        | 20        | 25 de setembro de 2022 | 7 de maio de 2023     | 104             | 1.64                   |
|           | 22        | 20        | 20        | 1 de outubro de 2023   | ASA                   | ASA             | ASA                    |

1. ↑  A 3ª temporada terminou oficialmente em 14 de fevereiro de 2002. O episódio 22 foi lançado pela primeira vez em DVD antes de fazer sua primeira transmissão no Adult Swim.
2. ↑  A 8ª temporada terminou oficialmente em 23 de maio de 2010. O episódio 21 foi transmitido pela primeira vez no BBC Three no Reino Unido em 20 de junho de 2010 antes de estrear nos EUA em DVD em 28 de setembro de 2010.

## Episódios

### 1ª Temporada (1999)
| Nº       | Nº           | Título                                                     | Diretor(es)       | Escritor(es)                   | Data da transmissão   | Código de produção |
| Na série | Na temporada | Título                                                     | Diretor(es)       | Escritor(es)                   | Data da transmissão   | Código de produção |
| -------- | ------------ | ---------------------------------------------------------- | ----------------- | ------------------------------ | --------------------- | ------------------ |
| 1        | 1            | " Death Has a Shadow" A Morte Tem Uma Sombra               | Peter Shin        | Seth MacFarlane                | 31 de Janeiro de 1999 | 1ACX01             |
| 2        | 2            | " I Never Met the Dead Man" Nunca Encontrei um Homem Morto | Michael DiMartino | Chris Sheridan                 | 11 de Abril de 1999   | 1ACX02             |
| 3        | 3            | " Chitty Chitty Death Bang" O Homem de Branco              | Dominic Polcino   | Danny Smith                    | 18 de Abril de 1999   | 1ACX04             |
| 4        | 4            | " Mind Over Murder" Mente Perigosa                         | Roy Allen Smith   | Neil Goldman & Garrett Donovan | 25 de Abril de 1999   | 1ACX03             |
| 5        | 5            | " A Hero Sits Next Door" O Grande Herói                    | Monte Young       | Mike Barker & Matt Weitzman    | 2 de Maio de 1999     | 1ACX05             |
| 6        | 6            | " The Son Also Draws" O Filho Desenhista                   | Neil Affleck      | Ricky Blitt                    | 9 de Maio de 1999     | 1ACX06             |
| 7        | 7            | " Brian: Portrait of a Dog" Retrato de um Cachorro         | Michael DiMartino | Gary Janetti                   | 16 de Maio de 1999    | 1ACX07             |

### 2ª Temporada: 1999-2000
| Nº       | Nº           | Título                                                                    | Diretor(es)             | Escritor(es)                                                                                 | Data da transmissão    | Código de produção |
| Na série | Na temporada | Título                                                                    | Diretor(es)             | Escritor(es)                                                                                 | Data da transmissão    | Código de produção |
| -------- | ------------ | ------------------------------------------------------------------------- | ----------------------- | -------------------------------------------------------------------------------------------- | ---------------------- | ------------------ |
| 8        | 1            | " Peter, Peter, Caviar Eater" Peter na Alta Sociedade                     | Jeff Myers              | Chris Sheridan                                                                               | 23 de setembro de 1999 | 1ACX08             |
| 9        | 2            | " Holy Crap" Minha Nossa!                                                 | Neil Affleck            | Danny Smith                                                                                  | 30 de setembro de 1999 | 1ACX11             |
| 10       | 3            | " Da Boom" A Bomba                                                        | Bob Jacques             | Neil Goldman e Garrett Donovan                                                               | 26 de dezembro de 1999 | 2ACX06             |
| 11       | 4            | " Brian in Love" Brian Apaixonado                                         | Jack Dyer               | Gary Janetti                                                                                 | 7 de março de 2000     | 2ACX01             |
| 12       | 5            | " Love Thy Trophy" Ame teu Troféu                                         | Jack Dyer               | Mike Barker e Matt Weitzman                                                                  | 14 de março de 2000    | 1ACX13             |
| 13       | 6            | " Death Is a Bitch" A Morte É uma Droga                                   | Michael Dante DiMartino | Ricky Blitt                                                                                  | 21 de março de 2000    | 1ACX14             |
| 14       | 7            | " The King Is Dead" O Rei Está Morto                                      | Monte Young             | Craig Hoffman                                                                                | 28 de março de 2000    | 1ACX15             |
| 15       | 8            | " I Am Peter, Hear Me Roar" Eu Sou Peter, Ouça a Minha Voz                | Monte Young             | Chris Sheridan                                                                               | 28 de março de 2000    | 2ACX02             |
| 16       | 9            | " If I'm Dyin', I'm Lyin'" Que Caia um Raio na Minha Cabeça               | Swinton O. Scott III    | Chris Sheridan                                                                               | 4 de abril de 2000     | 1ACX12             |
| 17       | 10           | " Running Mates" Colegas de Eleição                                       | John Holmquist          | Neil Goldman e Garrett Donovan                                                               | 11 de abril de 2000    | 1ACX09             |
| 18       | 11           | " A Picture Is Worth a 1,000 Bucks" Uma Imagem Vale Mais que 1.000 Pratas | Gavin Dell              | Craig Hoffman                                                                                | 18 de abril de 2000    | 2ACX07             |
| 19       | 12           | " Fifteen Minutes of Shame" Quinze Minutos de Vergonha                    | Scott Wood              | Steve Callaghan                                                                              | 25 de abril de 2000    | 2ACX08             |
| 20       | 13           | " Road to Rhode Island" Estrada para Rhode Island                         | Dan Povenmire           | Gary Janetti                                                                                 | 30 de maio de 2000     | 2ACX12             |
| 21       | 14           | " Let's Go to the Hop" Vamos ao Topo                                      | Glen Hill               | Matt Weitzman e Mike Barker                                                                  | 6 de junho de 2000     | 2ACX04             |
| 22       | 15           | " Dammit Janet!" Maldita Janet!                                           | Bert Ring               | Matt Weitzman e Mike Barker                                                                  | 13 de junho de 2000    | 2ACX09             |
| 23       | 16           | " There's Something About Paulie" Quem Vai Ficar com Paulie?              | Monte Young             | Ricky Blitt                                                                                  | 27 de junho de 2000    | 1ACX10             |
| 24       | 17           | " He's Too Sexy for His Fat" Ele É Muito Sexy para a Sua Gordura          | Glen Hill               | Chris Sheridan                                                                               | 27 de junho de 2000    | 2ACX10             |
| 25       | 18           | " E. Peterbus Unum" Peter, o Presidente                                   | Rob Renzetti            | Neil Goldman e Garrett Donovan                                                               | 12 de julho de 2000    | 2ACX13             |
| 26       | 19           | " The Story on Page One" A História da Primeira Página                    | Gavin Dell              | Craig Hoffman                                                                                | 18 de julho de 2000    | 2ACX14             |
| 27       | 20           | " Wasted Talent" Talento Desperdiçado                                     | Bert Ring               | História por: Dave Collard e Kevin Goin Produção televisiva por: Mike Barker e Matt Weitzman | 25 de julho de 2000    | 2ACX15             |
| 28       | 21           | " Fore Father" Pai Adotivo                                                | Scott Wood              | Bobby Bowman                                                                                 | 1 de agosto de 2000    | 2ACX16             |

### 3ª Temporada: 2001-2003
| Nº       | Nº           | Título                                                                             | Diretor(es)                                     | Escritor(es)                                                    | Data da transmissão     | Código de produção |
| Na série | Na temporada | Título                                                                             | Diretor(es)                                     | Escritor(es)                                                    | Data da transmissão     | Código de produção |
| -------- | ------------ | ---------------------------------------------------------------------------------- | ----------------------------------------------- | --------------------------------------------------------------- | ----------------------- | ------------------ |
| 29       | 1            | " The Thin White Line" A Tênue Linha Branca (1)                                    | Glen Hill                                       | Steve Callaghan                                                 | 11 de julho de 2001     | 2ACX17             |
| 30       | 2            | " Brian Does Hollywood" Brian Ataca Hollywood (2)                                  | Gavin Dell                                      | Gary Janetti                                                    | 18 de julho de 2001     | 2ACX20             |
| 31       | 3            | " Mr. Griffin Goes to Washington" O Sr. Griffin Vai a Washington                   | Brian Hogan                                     | Ricky Blitt                                                     | 25 de julho de 2001     | 2ACX11             |
| 32       | 4            | " One If by Clam, Two If by Sea" A Retomada da Nação                               | Dan Povenmire                                   | Jim Bernstein & Michael Shipley                                 | 1 de agosto de 2001     | 2ACX19             |
| 33       | 5            | " And the Wiener Is..." O Grande (de) Chris                                        | Bert Ring                                       | Mike Barker & Matt Weitzman                                     | 8 de agosto de 2001     | 2ACX22             |
| 34       | 6            | " Death Lives" A Morte Vive                                                        | Rob Renzetti                                    | Mike Henry                                                      | 15 de agosto de 2001    | 2ACX21             |
| 35       | 7            | " Lethal Weapons" Máquinas Mortíferas                                              | Brian Hogan                                     | Chris Sheridan                                                  | 22 de agosto de 2001    | 2ACX18             |
| 36       | 8            | " The Kiss Seen Around the World" O Beijo Visto no Mundo Todo                      | Pete Michels                                    | Mark Hentemann                                                  | 29 de agosto de 2001    | 3ACX02             |
| 37       | 9            | " Mr. Saturday Knight" O Cavaleiro Medieval                                        | Michael Dante DiMartino                         | Steve Callaghan                                                 | 5 de setembro de 2001   | 3ACX04             |
| 38       | 10           | " A Fish Out of Water" Um Peixe Fora d'Água                                        | Bert Ring                                       | Alex Borstein & Mike Henry                                      | 19 de setembro de 2001  | 3ACX05             |
| 39       | 11           | " Emission Impossible" Emissão Impossível                                          | Peter Shin                                      | Dave Collard & Ken Goin                                         | 8 de novembro de 2001   | 3ACX01             |
| 40       | 12           | " To Love and Die in Dixie" Amar e Morrer no Sul                                   | Dan Povenmire                                   | Steve Callaghan                                                 | 15 de novembro de 2001  | 3ACX09             |
| 41       | 13           | " Screwed the Pooch" Cobrindo a Cadela                                             | Pete Michels                                    | Dave Collard & Ken Goin                                         | 29 de novembro de 2001  | 3ACX08             |
| 42       | 14           | " Peter Griffin: Husband, Father... Brother?" Peter Griffin: Marido, Pai... Irmão? | Scott Wood                                      | Mike Barker & Matt Weitzman                                     | 6 de dezembro de 2001   | 3ACX06             |
| 43       | 15           | " Ready, Willing, and Disabled" Preparado, Disposto e Incapaz                      | Andi Klein                                      | Alex Barnow & Marc Firek                                        | 20 de dezembro de 2001  | 3ACX07             |
| 44       | 16           | " A Very Special Family Guy Freakin' Christmas" Um Episódio Muito Especial         | Brian Hogan                                     | Danny Smith                                                     | 21 de dezembro de 2001  | 2ACX03             |
| 45       | 17           | " Brian Wallows and Peter's Swallows" Brian, Peter e o Amor                        | Dan Povenmire                                   | Allison Adler                                                   | 17 de janeiro de 2002   | 3ACX03             |
| 46       | 18           | " From Method to Madness" Do Método à Loucura                                      | Bert Ring                                       | Mike Barker & Matt Weitzman                                     | 24 de janeiro de 2002   | 3ACX11             |
| 47       | 19           | " Stuck Together, Torn Apart" Colados, Separados                                   | Michael Dante DiMartino                         | Mark Hentemann                                                  | 31 de janeiro de 2002   | 3ACX10             |
| 48       | 20           | " Road to Europe" Estrada Para a Europa                                            | Dan Povenmire                                   | Daniel Palladino                                                | 7 de fevereiro de 2002  | 3ACX13             |
| 49       | 21           | " Family Guy Viewer Mail #1" Cartas de Fãs #1                                      | Pete Michels Scott Wood Michael Dante DiMartino | Gene Laufenberg Seth MacFarlane Michael Shipley & Jim Bernstein | 14 de fevereiro de 2002 | 3ACX12             |
| 50       | 22           | " When You Wish Upon a Weinstein" Quando se Faz um Pedido                          | Dan Povenmire                                   | Ricky Blitt                                                     | 9 de novembro de 2003   | 2ACX05             |

### 4ª Temporada: 2005-2006
| Nº       | Nº           | Título | Diretor(es)                | Escritor(es)                                  | Data da transmissão    | Código de produção | Audiência (em milhões) |
| Na série | Na temporada | Título | Diretor(es)                | Escritor(es)                                  | Data da transmissão    | Código de produção | Audiência (em milhões) |
| -------- | ------------ | --- | -------------------------- | --------------------------------------------- | ---------------------- | ------------------ | ---------------------- |
| 51       | 1            | " North by North Quahog" Intriga Nacional                                                                 | Peter Shin                 | Seth MacFarlane                               | 1 de maio de 2005      | 4ACX01             | 11.85                  |
| 52       | 2            | " Fast Times at Buddy Cianci Jr. High" Tempos Difíceis no Colégio Buddy Cianci, Jr.                       | Pete Michels               | Ken Goin                                      | 8 de maio de 2005      | 4ACX02             | 9.71                   |
| 53       | 3            | " Blind Ambition" Ambição Cega                                                                            | Chuck Klein                | Steve Callaghan                               | 15 de maio de 2005     | 4ACX041            | 9.21                   |
| 54       | 4            | " Don't Make Me Over" Mudança Radical                                                                     | Sarah Frost                | Gene Laufenberg                               | 5 de junho de 2005     | 4ACX03             | 7.23                   |
| 55       | 5            | " The Cleveland–Loretta Quagmire" O Cleveland-Loretta Quagmire                                            | James Purdum               | Mike Henry & Patrick Henry                    | 12 de junho de 2005    | 4ACX03             | 8.35                   |
| 56       | 6            | " Petarded" Petardado                                                                                     | Seth Kearsley              | Alec Sulkin & Wellesley Wild                  | 19 de junho de 2005    | 4ACX09             | 7.23                   |
| 57       | 7            | " Brian the Bachelor" Brian, o Solteirão                                                                  | Dan Povenmire              | Mark Hentemann                                | 26 de junho de 2005    | 4ACX10             | 7.29                   |
| 58       | 8            | " 8 Simple Rules for Buying My Teenage Daughter" 8 Regrinhas Básicas Para Comprar Minha Filha Adolescente | Greg Colton                | Patrick Meighan                               | 10 de julho de 2005    | 4ACX11             | 6.1                    |
| 59       | 9            | " Breaking Out Is Hard to Do" É Difícil Parar                                                             | Kurt Dumas                 | Tom Devanney                                  | 17 de julho de 2005    | 4ACX12             | 5.75                   |
| 60       | 10           | " Model Misbehavior" Mau Comportamento                                                                    | Sarah Frost                | Steve Callaghan                               | 24 de julho de 2005    | 4ACX13             | 6.73                   |
| 61       | 11           | " Peter's Got Woods" Peter e James Woods                                                                  | Chuck Klein & Zac Moncrief | Danny Smith                                   | 11 de setembro de 2005 | 4ACX14             | 9.22                   |
| 62       | 12           | " Perfect Castaway" O Naufrágio Perfeito                                                                  | James Purdum               | John Viener                                   | 18 de setembro de 2005 | 4ACX15             | 8.68                   |
| 63       | 13           | " Jungle Love" Amor Selvagem                                                                              | Seth Kearsley              | Mark Hentemann                                | 25 de setembro de 2005 | 4ACX16             | 8.56                   |
| 64       | 14           | " PTV" PTV                                                                                                | Dan Povenmire              | Alec Sulkin & Wellesley Wild                  | 6 de novembro de 2005  | 4ACX17             | 7.98                   |
| 65       | 15           | " Brian Goes Back to College" Brian Volta à Faculdade                                                     | Greg Colton                | Matt Fleckenstein                             | 13 de novembro de 2005 | 4ACX18             | 9.20                   |
| 66       | 16           | " The Courtship of Stewie's Father" A Cortesia do Pai de Stewie                                           | Kurt Dumas                 | Kirker Butler                                 | 20 de novembro de 2005 | 4ACX19             | 9.08                   |
| 67       | 17           | " The Fat Guy Strangler" O Estrangulador de Gordos                                                        | Sarah Frost                | Chris Sheridan                                | 27 de novembro de 2005 | 4ACX20             | 9.85                   |
| 68       | 18           | " The Father, the Son, and the Holy Fonz" Em Nome do Pai, do Filho e do Santo Fonz                        | James Purdum               | Danny Smith                                   | 18 de dezembro de 2005 | 4ACX22             | 8.26                   |
| 69       | 19           | " Brian Sings and Swings" Brian Canta e Dança                                                             | Chuck Klein & Zac Moncrief | Michael Rowe                                  | 8 de janeiro de 2006   | 4ACX21             | 8.10                   |
| 70       | 20           | " Patriot Games" Jogos Patrióticos                                                                        | Cyndi Tang                 | Mike Henry                                    | 29 de janeiro de 2006  | 4ACX25             | 9.08                   |
| 71       | 21           | " I Take Thee Quagmire" Eu Te Aceito, Quagmire                                                            | Seth Kearsley              | Tom Maxwell & Don Woodard and Steve Callaghan | 12 de março de 2006    | 4ACX23             | 8.06                   |
| 72       | 22           | " Sibling Rivalry" Rivalidade Fraterna                                                                    | Dan Povenmire              | Cherry Chevapravatdumrong                     | 26 de março de 2006    | 4ACX24             | 7.95                   |
| 73       | 23           | " Deep Throats" Gargantas Profundas                                                                       | Greg Colton                | Alex Borstein                                 | 9 de abril de 2006     | 4ACX26             | 7.88                   |
| 74       | 24           | " Peterotica" Peterótico                                                                                  | Kurt Dumas                 | Patrick Meighan                               | 23 de abril de 2006    | 4ACX27             | 7.82                   |
| 75       | 25           | " You May Now Kiss the... Uh... Guy Who Receives" Você Agora Pode Beijar... Hã... Esse Cara               | Dominic Polcino            | David A. Goodman                              | 9 de abril de 2006     | 4ACX27             | 7.82                   |
| 76       | 26           | " Petergeist" Petergeist                                                                                  | Sarah Frost                | Alec Sulkin & Wellesley Wild                  | 9 de abril de 2006     | 4ACX27             | 7.85                   |
| 77       | 27           | " The Griffin Family History" História Familiar                                                           | Zac Moncrief               | John Viener                                   | 9 de abril de 2006     | 4ACX27             | 7.87                   |
| 78       | 28           | " Stewie B. Goode" Stewie Seja Bonzinho (Parte 1)                                                         | Pete Michels               | Gary Janetti & Chris Sheridan                 | 9 de abril de 2006     | 4ACX27             | 7.88                   |
| 79       | 29           | " Bango Was His Name, Oh!" Chana Era o Nome Dele! (Parte 2)                                               | Pete Michels               | Alex Borstein                                 | 9 de abril de 2006     | 4ACX27             | 7.88                   |
| 80       | 30           | " Stu and Stewie's Excellent Adventure" Stu e Stewie (Parte 3)                                            | Pete Michels               | Steve Callaghan                               | 9 de abril de 2006     | 4ACX27             | 7.88                   |

### 5ª Temporada: 2006-2007
| Nº       | Nº           | Título                                            | Diretor(es)                     | Escritor(es)                 | Data da transmissão     | Código de produção | Audência (em milhões) |
| Na série | Na temporada | Título                                            | Diretor(es)                     | Escritor(es)                 | Data da transmissão     | Código de produção | Audência (em milhões) |
| -------- | ------------ | ------------------------------------------------- | ------------------------------- | ---------------------------- | ----------------------- | ------------------ | --------------------- |
| 81       | 1            | " Stewie Loves Lois" Stewie Ama Lois              | Mike Kim                        | Mark Hentemann               | 10 de setembro de 2006  | 4ACX32             | 9.93                  |
| 82       | 2            | " Mother Tucker" Mamãe Tucker                     | James Purdum                    | Tom Devanney                 | 17 de Setembro de 2006  | 4ACX31             | 9.23                  |
| 83       | 3            | "Hell Comes to Quahog" O Inferno Vem a Quahog     | Dan Povenmire                   | Kirker Butler                | 24 de Setembro de 2006  | 4ACX33             | 9.66                  |
| 84       | 4            | "Saving Private Brian" O Resgate do Soldado Brian | Cyndi Tang                      | Cherry Chevapravatdumrong    | 5 de Novembro de 2006   | 4ACX34             | 8.45                  |
| 85       | 5            | " Whistle While Your Wife Works"                  | Greg Colton                     | Steve Callaghan              | 12 de Novembro de 2006  | 4ACX35             | 9.04                  |
| 86       | 6            | " Prick Up Your Ears"                             | James Purdum                    | Cherry Chevapravatdumrong    | 19 de Novembro de 2006  | 5ACX01             | 9.3                   |
| 87       | 7            | "Chick Cancer" Câncer Feminino                    | Pete Michels                    | Alec Sulkin & Wellesley Wild | 26 de Novembro de 2006  | 5ACX02             | 9.49                  |
| 88       | 8            | "Barely Legal" Quase Ilegal                       | Zac Moncrief                    | Kirker Butler                | 17 de Dezembro de 2006  | 5ACX03             | 8.48                  |
| 89       | 9            | " Road to Rupert"                                 | Dan Povenmire                   | Patrick Meighan              | 28 de Janeiro de 2007   | 5ACX04             | 8.8                   |
| 90       | 10           | " Peter's Two Dads" Os Dois Pais de Peter         | Cyndi Tang                      | Danny Smith                  | 11 de Fevereiro de 2007 | 5ACX05             | 7.97                  |
| 91       | 11           | " The Tan Aquatic with Steve Zissou"              | Julius Wu                       | Mark Hentemann               | 18 de Fevereiro de 2007 | 5ACX06             | 8.53                  |
| 92       | 12           | "Airport '07" Aeroporto 07                        | John Holmquist                  | Tom Devanney                 | 4 de Março de 2007      | 5ACX08             | 8.59                  |
| 93       | 13           | " Bill and Peter's Bogus Journey"                 | John Holmquist                  | Tom Devanney                 | 11 de Março de 2007     | 5ACX08             | 8.59                  |
| 94       | 14           | " No Meals On Wheels"                             | Greg Colton                     | Mike Henry                   | 25 de Março de 2007     | 5ACX09             | 7.97                  |
| 95       | 15           | " Boys do Cry"                                    | Brian Iles                      | Cherry Chevapravatdumrong    | 29 de Abril de 2007     | 5ACX10             | 8.13                  |
| 96       | 16           | " Petergeist"                                     | Pete Michels                    | Patrick Meighan              | 6 de Maio de 2007       | 5ACX11             | 7.95                  |
| 97       | 17           | " It Takes A Village Idiot, And I Married One"    | Zac Moncrief                    | a.bo(Alex Borstein)          | 13 de Maio de 2007      | 5ACX12             | 7.21                  |
| 98       | 18           | "Meet the Quagmires" Conheça os Quagmires         | Dan Povenmire & Chris Robertson | Mark Hentemann               | 20 de Maio de 2007      | 5ACX13             | 9.15                  |

### 6ª Temporada: 2007-2008
| Nº       | Nº           | Título                                                                                | Diretor(es)     | Escritor(es)     | Data da transmissão     | Código de produção | Audiência (em milhões) |
| Na série | Na temporada | Título                                                                                | Diretor(es)     | Escritor(es)     | Data da transmissão     | Código de produção | Audiência (em milhões) |
| -------- | ------------ | ------------------------------------------------------------------------------------- | --------------- | ---------------- | ----------------------- | ------------------ | ---------------------- |
| 99       | 1            | "Blue Harvest" Colheita Azul                                                          | Dominic Polcino | Alec Sulkin      | 23 de setembro de 2007  | 5ACX16 5ACX22      | 10.86                  |
| 100      | 2            | "Movin' Out (Brian's Song)" Morando Juntos                                            | Cyndi Tang      | John Viener      | 30 de setembro de 2007  | 5ACX14             | 7.95                   |
| 101      | 3            | "Believe It Or Not, Joe's Walking On Air" Acredite se Quiser o Joe Está Andando no Ar | Julius Wu       | Andrew Goldberg  | 7 de Outubro de 2007    | 5ACX15             | 8.39                   |
| 102      | 4            | "Stewie Kills Lois(1)"                                                                | John Holmquist  | David A. Goodman | 4 de Outubro de 2007    | 5ACX17             | 10.50                  |
| 103      | 5            | "Lois Kills Stewie(2)"                                                                | Greg Colton     | Steve Callaghan  | 11 de Outubro de 2007   | 5ACX18             | 10.42                  |
| 104      | 6            | "Padre de Família" Pai de Família                                                     | Pete Michels    | Kirker Butler    | 18 de Outubro de 2007   | 5ACX20             | 10.53                  |
| 105      | 7            | "Peter's Daughter" A Filha de Peter                                                   | Zac Moncrief    | Chris Sheridan   | 25 de Outubro de 2007   | 5ACX21             | 9.60                   |
| 106      | 8            | "McStroke" O Derrame                                                                  | Brian Iles      | Wellesley Wild   | 13 de Janeiro de 2008   | 5ACX19             | 11.50                  |
| 107      | 09           | "Back to the Woods" Troca de Identidade                                               | Brian Iles      | Tom Devanney     | 17 de Fevereiro de 2008 | 6ACX02             | 7.23                   |
| 108      | 10           | "Play It Again, Brian" Toque De Novo, Brian                                           | John Holmquist  | Danny Smith      | 2 de Março de 2008      | 6ACX01             | 7.80                   |
| 109      | 11           | "The Former Life of Brian" A Ex-Vida de Brian                                         | Pete Michels    | Steve Callaghan  | 27 de abril de 2008     | 6ACX04             | 8.49                   |
| 110      | 12           | "Long John Peter (Season Finale)" O Primeiro Amor de Chris                            | Dominic Polcino | Wellesley Wild   | 4 de maio de 2008       | 6ACX06             | 7.68                   |

### 7ª Temporada: 2008-2009
| Nº       | Nº           | Título                                                      | Diretor(es)     | Escritor(es)              | Data da transmissão     | Código de produção | Audiência (em milhões) |
| Na série | Na temporada | Título                                                      | Diretor(es)     | Escritor(es)              | Data da transmissão     | Código de produção | Audiência (em milhões) |
| -------- | ------------ | ----------------------------------------------------------- | --------------- | ------------------------- | ----------------------- | ------------------ | ---------------------- |
| 111      | 1            | "Love, Blactually"                                          | Cyndi Tang      | Mike Henry                | 28 de setembro de 2008  | 6ACX03             | 9.20                   |
| 112      | 2            | "I dream of Jesus"                                          | Mike Kim        | Brian Scully              | 5 de outubro de 2008    | 6ACX05             | 8.42                   |
| 113      | 3            | "Road to Germany" Estrada Para a Alemanha                   | Greg Colton     | Patrick Meighan           | 19 de outubro de 2008   | 6ACX08             | 9.07                   |
| 114      | 4            | "Baby Not on Board" Bebê não Está a Bordo                   | Julius Wu       | Mark Hentemann            | 2 de novembro de 2008   | 6ACX07             | 9.97                   |
| 115      | 5            | "The Man with Two Brians"                                   | Dominic Bianchi | John Viener               | 9 de novembro de 2008   | 6ACX09             | 8.60                   |
| 116      | 6            | "Tales of a Third Grade Nothing" Quero me Formar            | Jerry Langford  | Alex Carter               | 16 de Novembro de 2008  | 6ACX10             | 8.52                   |
| 117      | 7            | "Ocean's Three and a Half" Três Homens e Meio e um Segredo  | John Holmquist  | Cherry Chevapravatdumrong | 15 de Fevereiro de 2009 | 6ACX11             | 7.33                   |
| 118      | 8            | "Family Gay" Um Gay da Pesada                               | Brian Iles      | Richard Appel             | 8 de Março de 2009      | 6ACX12             | 7.18                   |
| 119      | 9            | "The Juice Is Loose"                                        | Cyndi Tang      | Andrew Goldberg           | 15 de Março de 2009     | 6ACX13             | 7.21                   |
| 120      | 10           | "Fox-y Lady" A Grande Reportagem                            | Pete Michels    | Matt Fleckenstein         | 22 de Março de 2009     | 6ACX14             | 7.45                   |
| 121      | 11           | "Not All Dogs Go to Heaven" Nem Todos os Cães Merecem o Céu | Greg Colton     | Danny Smith               | 29 de Março de 2009     | 6ACX17             | 8.20                   |
| 122      | 12           | "420"                                                       | Julius Wu       | Patrick Meighan           | 19 de Abril de 2009     | 6ACX16             | 7.40                   |
| 123      | 13           | "Stew-Roids"                                                | Jerry Langford  | Alec Sulkin               | 26 de Abril de 2009     | ACX18              | 6.80                   |
| 124      | 14           | "We Love You, Conrad"                                       | John Holmquist  | Cherry Chevapravatdumrong | 3 de Maio de 2009       | 6ACX19             | 6.67                   |
| 125      | 15           | "Three Kings" O Rei do Suspense                             | Dominic Bianchi | Alec Sulkin               | 10 de Maio de 2009      | 6ACX15             | 6.47                   |
| 126      | 16           | "Peter's Progress"                                          | Brian Iles      | Wellesley Wild            | 17 de Maio de 2009      | 6ACX20             | 7.33                   |

### 8ª Temporada: 2009-2010
| N°       | N°            | Título                                                          | Diretor(es)    |
| -------- | ------------- | --------------------------------------------------------------- | -------------- |
| Na série | Na temporad a | Título                                                          | Diretor(es)    |
| 127      | 1             | EN - "Road to the Multiverse" PT - "Estrada para Meta Universo" |                |
| 128      | 2             | EN - "Family Goy" PT - "Família de Judeus "                     | James Purdum   |
| 129      | 3             | EN - "Soies Reminiscent of Us" PT - "Espiões Remanescentes"     | Cyndi Tang     |
| 130      | 4             | EN - "Brian's Got a Brand New Bag" PT - "Um Amor para Brian"    | Pete Michels   |
| 131      | 5             | "Hannah Banana"                                                 | John Holmquist |
| 132      | 6             | EN - "Quagmire's Baby" PT - "Bebê de Quagmire"                  | Jerry Langford |
| 133      | 7             | "Jerome Is the New Black"                                       |                |
| 134      | 8             | "Dog Gone"                                                      |                |
| 135      | 9             | "Business Guy"                                                  |                |
| 136      | 10            | "Big Man on Hippocampus"                                        |                |

1. - 137 "Dial Meg for Murder"
2. - 138 PT - "O Vidente" / EN - "Extra Large Medium"
3. - 139 "Go Stewie Go"
4. - 140 "Peter-assment"
5. - 141 "Brian Griffin's House of Payne"
6. - 142 "April in Quahog"
7. - 143 "Brian & Stewie"
8. - 144 PT - "A Escolha" / EN - "Partial Terms of Endearment"
9. - 145 "Quagmire's Dad"
10. - 146 "The Splendid Source"
11. - 147(Special) "Something, Something, Something, Dark Side - Part 1"
12. - 147(Special) "Something, Something, Something, Dark Side - Part 2"

### 9ª Temporada: 2010-2011
1. - 148 "And Then There Were Fewer"
2. - 149 "Excellence in Broadcasting"
3. - 150 "Welcome Back Carter"
4. - 151 "Halloween on Spooner Street"
5. - 152 "Baby, You Knock Me Out"
6. - 153 "Brian Wrtes a Bestseller"
7. - 154 "Road to the North Pole"
8. - 155 "New Kidney in Town"
9. - 156 "And I'm Joyce Kinney"
10. - 157 "Friends of Peter G."
11. - 158 "German Guy"
12. - 159 "The Hand That Rocks the Wheelchair"
13. - 160 "Trading Places"
14. - 161 "Tiegs for Two"
15. - 162 "Brothers & Sisters"
16. - 163 "The Big Bang Theory"
17. - 164 "Foreign Affairs"
18. - 165 "It's a Trap"

### 10ª Temporada: 2011-2012
| Nº       | Nº           | Título                                        | Diretor(es)     | Escritor(es)                              | Data da transmissão     | Código de produção | Audiência (em milhões) |
| Na série | Na temporada | Título                                        | Diretor(es)     | Escritor(es)                              | Data da transmissão     | Código de produção | Audiência (em milhões) |
| -------- | ------------ | --------------------------------------------- | --------------- | ----------------------------------------- | ----------------------- | ------------------ | ---------------------- |
| 166      | 1            | " Lottery Fewer" A Febre da Loteria           | Greg Colton     | Andrew Goldberg                           | 25 de setembro de 2011  | 9ACX01             | 7.69                   |
| 167      | 2            | " Seahorse Seashell Party"                    | Brian Iles      | Wellesley Wild                            | 2 de outubro de 2011    | 8ACX20             | 6.99                   |
| 168      | 3            | " Screams of Silence: The Story of Brenda Q." | Dominic Bianchi | Alec Sulkin                               | 30 de outubro de 2011   | 8ACX21             | 5.96                   |
| 169      | 4            | " Stewie Goes for a Drive"                    | Julius Wu       | Gary Janetti                              | 6 de novembro de 2011   | 9ACX02             | 5.82                   |
| 170      | 5            | " Back to the Pilot" Zig Zag no Tempo         | Dominic Bianchi | Mark Hentemann                            | 13 de novembro de 2011  | 9ACX08             | 6.01                   |
| 171      | 6            | " Thanksgiving"                               | Jerry Langford  | Patrick Meighan                           | 20 de novembro de 2011  | 9ACX04             | 6.02                   |
| 172      | 7            | " Amish Guy"                                  | John Holmquist  | Mark Hentemann                            | 27 de novembro de 2011  | 8ACX22             | 5.50                   |
| 173      | 8            | " Cool Hand Peter"                            | Brian Iles      | Artie Johann & Shawn Ries                 | 4 de dezembro de 2011   | 9ACX05             | 7.14                   |
| 174      | 9            | " Grumpy Old Man"                             | John Holmquist  | Dave Ihlenfeld & David Wright             | 11 de dezembro de 2011  | 9ACX07             | 6.10                   |
| 175      | 10           | " Meg and Quagmire"                           | Joseph Lee      | Tom Devanney                              | 8 de janeiro de 2012    | 9ACX03             | 6.23                   |
| 176      | 11           | " The Blind Side" O lado Cego do Amor         | Bob Bowen       | Cherry Chevapravatdumrong                 | 15 de Janeiro de 2012   | 9ACX06             | 8.31                   |
| 177      | 12           | " Livin' on a Prayer"                         | Pete Michels    | Danny Smith                               | 29 de janeiro de 2012   | 9ACX09             | 5.92                   |
| 178      | 13           | " Tom Tucker: The Man and His Dream"          | Greg Colton     | Alex Carter                               | 12 de Fevereiro de 2012 | 9ACX10             | 5.03                   |
| 179      | 14           | " Be Careful What You Fish For"               | Julius Wu       | Steve Callaghan                           | 19 de Fevereiro de 2012 | 9ACX11             | 5.39                   |
| 180      | 15           | " Burning Down the Bayt"                      | Jerry Langford  | Chris Sheridan                            | 4 de março de 2012      | 9ACX13             | 5.33                   |
| 181      | 16           | " Killer Queen"                               | Joseph Lee      | Spencer Porter                            | 11 de março de 2012     | 9ACX12             | 5.74                   |
| 182      | 17           | " Forget-Me-Not"                              | Brian Iles      | David A. Goodman                          | 18 de março de 2012     | 9ACX14             | 5.61                   |
| 183      | 18           | " You Can't Do That on Television, Peter"     | Bob Bowen       | Julius Sharpe                             | 1 de abril de 2012      | 9ACX15             | 5.05                   |
| 184      | 19           | " Mr. and Mrs. Stewie"                        | Joe Vaux        | Gary Janetti                              | 29 de abril de 2012     | 9ACX17             | 5.63                   |
| 185      | 20           | " Leggo My Meg-O"                             | John Holmquist  | Brian Scully                              | 6 de maio de 2012       | 9ACX16             | 5.64                   |
| 186      | 21           | " Tea Peter"                                  | Pete Michels    | Patrick Meighan                           | 13 de maio de 2012      | 9ACX18             | 4.94                   |
| 187      | 22           | " Family Guy Viewer Mail #2" Cartas de Fans 2 | Greg Colton     | Tom Devanney & Alec Sulkin & Deepak Sethi | 20 de maio de 2012      | 9ACX19             | 5.35                   |
| 188      | 23           | " Internal Affairs" Problemas conjugais       | Julius Wu       | Wellesley Wild                            | 20 de maio de 2012      | 9ACX20             | 5.35                   |

### 11ª Temporada: 2012–2013
| Nº       | Nº           | Título                                                    | Diretor(es)    | Escritor(es)                     | Data da transmissão     | Código de produção | Audiência (em milhões) |
| Na série | Na temporada | Título                                                    | Diretor(es)    | Escritor(es)                     | Data da transmissão     | Código de produção | Audiência (em milhões) |
| -------- | ------------ | --------------------------------------------------------- | -------------- | -------------------------------- | ----------------------- | ------------------ | ---------------------- |
| 189      | 1            | " Into Fat Air" A Escalada                                | Joseph Lee     | Alec Sulkin                      | 30 Setembro de 2012     | 9ACX21             | 6.55                   |
| 190      | 2            | " Ratings Guy" O Campeão de Audiência                     | James Purdum   | Dave Ihlenfeld & David Wright    | 7 de Outobro de 2012    | AACX01             | 6.70                   |
| 191      | 3            | " The Old Man and the Big 'C'" A Máquina do Tempo Pirou   | Brian Iles     | Mike Desilets & Anthony Blasucci | 4 de Novembro de 2012   | 9ACX22             | 5.11                   |
| 192      | 4            | " Yug Ylimaf" O 200º Episodio                             | John Holmquist | Mark Hentemann                   | 11 de Novembro de 2012  | AACX04             | 5.57                   |
| 193      | 5            | " Joe's Revenge" A Vingança de Joe                        | Bob Bowen      | Julius Sharpe                    | 18 de Novembro de 2012  | AACX03             | 5.14                   |
| 194      | 6            | " Lois Comes Out of Her Shell" Vida nova Para Lois        | Joe Vaux       | Danny Smith                      | 25 de Novembro de 2012  | AACX05             | 5.77                   |
| 195      | 7            | " Friends Without Benefits" Amigos Sem Benefícios         | Jerry Langford | Cherry Chevapravatdumrong        | 9 de Dezembro de 2012   | AACX02             | 5.64                   |
| 196      | 8            | " Jesus, Mary and Joseph!" Jesus,Maria e José!            | Julius Wu      | Tom Devanney                     | 23 de Dezembro de 2012  | AACX07             | 5.49                   |
| 197      | 9            | " Space Cadet" Acampamento Espacial                       | Pete Michels   | Alex Carter                      | 6 de Janeiro de 2013    | AACX06             | 7.21                   |
| 198      | 10           | " Brian's Play" Uma Moda Passageira                       | Joseph Lee     | Gary Janetti                     | 13 de Janeiro de 2013   | AACX08             | 6.01                   |
| 199      | 11           | " The Giggity Wife" A Esposa do Quagmire                  | Brian Iles     | Andrew Goldberg                  | 27 de Janeiro de 2013   | AACX09             | 5.63                   |
| 200      | 12           | " Valentine's Day in Quahog" Dias Dos Namorados em Quahog | Bob Bowen      | Daniel Palladino                 | 10 de Fevereiro de 2013 | AACX11             | 4.71                   |
| 201      | 13           | " Chris Cross" Cris em Crise                              | Jerry Langford | Anthony Blasucci & Mike Desilets | 17 de Fevereiro de 2013 | AACX10             | 4.87                   |
| 202      | 14           | " Call Girl" A Garota do Disk Sexy                        | John Holmquist | Wellesley Wild                   | 10 de Março de 2013     | AACX12             | 5.27                   |
| 203      | 15           | " Turban Cowboy" Cowboy de Turbante                       | Joe Vaux       | Artie Johann & Shawn Ries        | 17 de Março de 2013     | AACX13             | 4.92                   |
| 204      | 16           | " 12 and a Half Angry Men" 12 Homens e Meia Sentença      | Pete Michels   | Ted Jessup                       | 24 de Março de 2013     | AACX14             | 5.16                   |
| 205      | 17           | " Bigfat" O Barrigudo                                     | Julius Wu      | Brian Scully                     | 14 de Abril de 2013     | AACX15             | 5.02                   |
| 206      | 18           | " Total Recall" Recall Total                              | Joseph Lee     | Kristin Long                     | 28 de Abril de 2013     | AACX16             | 4.89                   |
| 207      | 19           | " Save the Clam" Salve a Ostra                            | Brian Iles     | Chris Sheridan                   | 5 de Maio de 2013       | AACX18             | 4.79                   |
| 208      | 20           | " Farmer Guy" Bancando o Fazendeiro                       | Mike Kim       | Patrick Meighan                  | 12 de Maio de 2013      | AACX19             | 4.82                   |
| 209      | 21           | " Roads to Vegas" Rumo a Las Vegas                        | Greg Colton    | Steve Callaghan                  | 19 de Maio de 2013      | AACX20             | 5.28                   |
| 210      | 22           | " No Country Club for Old Men" Somente Para Sócios        | Jerry Langford | Teresa Hsiao                     | 19 de Maio de 2013      | AACX21             | 5.16                   |

### 12ª Temporada: 2013–2014
| Nº       | Nº           | Título                                                                      | Diretor(es)     | Escritor(es)                     | Data da transmissão    | Código de produção | Audiência (em milhões) |
| Na série | Na temporada | Título                                                                      | Diretor(es)     | Escritor(es)                     | Data da transmissão    | Código de produção | Audiência (em milhões) |
| -------- | ------------ | --------------------------------------------------------------------------- | --------------- | -------------------------------- | ---------------------- | ------------------ | ---------------------- |
| 211      | 1            | " Finders Keepers" Achou, Levou                                             | John Holmquist  | Mike Desilets e Anthony Blasucci | 29 de setembro de 2013 | BACX01             | 5.23                   |
| 212      | 2            | " Vestigial Peter" Peter Atrofiado                                          | Julius Wu       | Brian Scully                     | 6 de outubro de 2013   | BACX02             | 5.20                   |
| 213      | 3            | " Quagmire's Quagmire" Quagmire é Quagmire                                  | Pete Michels    | Cherry Chevapravatdumrong        | 3 de novembro de 2013  | BACX03             | 4.87                   |
| 214      | 4            | " A Fistful Of Meg" O Pedaço de Meg                                         | Joe Vaux        | Dominic Bianchi & Joe Vaux       | 10 de novembro de 2013 | AACX22             | 4.18                   |
| 215      | 5            | " Boopa-dee Bappa-dee" Ferias na Itália                                     | Mike Kim        | Wellesley Wild                   | 17 de novembro de 2013 | BACX04             | 4.46                   |
| 216      | 6            | " Life Of Brian" A Vida de Brian                                            | Joseph Lee      | Alex Carter                      | 24 de novembro de 2013 | BACX05             | 4.58                   |
| 217      | 7            | " Into Harmony's Way" Em Busca de Harmonia                                  | Brian Iles      | Julius Sharpe                    | 8 de dezembro de 2013  | BACX06             | 5.36                   |
| 218      | 8            | " Christmas Guy" Um Natal da Pesada                                         | Greg Colton     | Patrick Meighan                  | 15 de dezembro de 2013 | BACX07             | 6.37                   |
| 219      | 9            | " Peter Problems" Peter em Apuros                                           | Bob Bowen       | Teresa Hsiao                     | 5 de janeiro de 2014   | BACX08             | 5.76                   |
| 220      | 10           | " Grimm Job" Historia de Ninar                                              | Joe Vaux        | Alec Sulkin                      | 12 de janeiro de 2014  | BACX09             | 5.22                   |
| 221      | 11           | " Brian's a Bad Father" Brian é Um Péssimo Pai                              | Jerry Langford  | Chris Sheridan                   | 26 de janeiro de 2014  | BACX10             | 4.11                   |
| 222      | 12           | " Mom's the Word" Minha Mãe é Meu Mundo                                     | John Holmquist  | Ted Jessup                       | 9 de março de 2014     | BACX11             | 4.56                   |
| 223      | 13           | " 3 Acts of God" 3 Atos de Deus                                             | Bob Bowen       | Alec Sulkin                      | 16 de março de 2014    | AACX17             | 4.62                   |
| 224      | 14           | " Fresh Heir" A Herança Maldita                                             | Mike Kim        | Steve Callaghan                  | 23 de março de 2014    | BACX13             | 4.38                   |
| 225      | 15           | " Secondhand Spoke" Viciado Por Conveniência                                | Julius Wu       | Dave Ihlenfeld e David Wright    | 30 de março de 2014    | BACX12             | 4.17                   |
| 226      | 16           | " Herpe the Love Sore" Irmãos de Sange                                      | Greg Colton     | Andrew Goldberg                  | 6 de abril de 2014     | BACX16             | 4.77                   |
| 227      | 17           | " The Most Interesting Man in the World" O Homem mais Interessante do Mundo | Joseph Lee      | Tom Devanney                     | 13 de abril de 2014    | BACX14             | 4.39                   |
| 228      | 18           | " Baby Got Black" Amor Sem Preconceito                                      | Brian Iles      | Kevin Biggins e Travis Bowe      | 27 de abril de 2014    | BACX15             | 4.02                   |
| 229      | 19           | " Meg Stinks!" Segredo de Pai e Filha                                       | Bob Bowen       | Danny Smith                      | 4 de maio de 2014      | BACX17             | 4.40                   |
| 230      | 20           | " He's Bla-ack!" Um Conflito Racial                                         | Steve Robertson | Julius Sharpe                    | 11 de maio de 2014     | BACX19             | 4.16                   |
| 231      | 21           | " Chap Stewie" Stewie Britânico                                             | Joe Vaux        | Artie Johann e Shawn Ries        | 18 de maio de 2014     | BACX18             | 3.98                   |

### 13ª Temporada: 2014–2015
A décima terceira temporada da série foi anunciada em 12 de maio de 2014.
| Nº       | Nº           | Título                                                                                      | Diretor(es)     | Escritor(es)              | Data da transmissão     | Código de produção | Audiência (em milhões) |
| Na série | Na temporada | Título                                                                                      | Diretor(es)     | Escritor(es)              | Data da transmissão     | Código de produção | Audiência (em milhões) |
| -------- | ------------ | ------------------------------------------------------------------------------------------- | --------------- | ------------------------- | ----------------------- | ------------------ | ---------------------- |
| 232      | 1            | " The Simpsons Guy" Os Simpsons da Pesada                                                   | Peter Shin      | Patrick Meighan           | 28 de setembro de 2014  | BACX22/BACX23      | 8,45                   |
| 233      | 2            | " The Book of Joe" O Livro do Joe                                                           | Mike Kim        | Mike Desilets             | 5 de Outubro de 2014    | CACX01             | 3,63                   |
| 234      | 3            | " Baking Bad" Negócios em Família                                                           | Jerry Langford  | Mark Hentemann            | 19 de Outubro de 2014   | BACX20             | 4,74                   |
| 235      | 4            | " Brian the Closer" Brian, o Corretor                                                       | John Holmquist  | Steve Marmel              | 9 de Novembro de 2014   | BACX21             | 3,63                   |
| 236      | 5            | " Turkey Guys" Os Caras do Peru                                                             | Julius Wu       | Cherry Chevapravatdumrong | 16 de Novembro de 2014  | CACX02             | 4,46                   |
| 237      | 6            | " The 2000-Year-Old Virgin" O Virgem de 2000 Anos                                           | Joseph Lee      | Ted Jessup                | 7 de Dezembro de 2014   | CACX03             | 4,44                   |
| 238      | 7            | " Stewie, Chris & Brian's Excellent Adventure" A Incrível Aventura de Stewie, Chris e Brian | Joe Vaux        | Alex Carter               | 4 de Janeiro de 2015    | CACX04             | 5,53                   |
| 239      | 8            | " Our Idiot Brian" Brian, o Estúpido                                                        | John Holmquist  | Aaron Lee                 | 11 de Janeiro de 2015   | CACX05             | 4,12                   |
| 240      | 9            | " This Little Piggy" A Carreira Pornô de Meg                                                | Brian Iles      | Kristin Long              | 25 de Janeiro de 2015   | CACX06             | 3,19                   |
| 241      | 10           | " Quagmire's Mom" A Mãe do Quagmire                                                         | Greg Colton     | Tom Devanney              | 8 de Fevereiro de 2015  | CACX07             | 2,81                   |
| 242      | 11           | " Encyclopedia Griffin" Enciclopédia Griffin                                                | Jerry Langford  | Lewis Morton              | 15 de Fevereiro de 2015 | CACX08             | 2,51                   |
| 243      | 12           | " Stewie is Enciente" A Gravidez do Stewie                                                  | Steve Robertson | Gary Janetti              | 8 de Março de 2015      | CACX09             | 3,98                   |
| 244      | 13           | " Dr. C and the Women" A Ostra Bebada                                                       | Mike Kim        | Travis Bowe               | 15 de Março de 2015     | CACX10             | 3,45                   |
| 245      | 14           | " #JOLO" Vale a Pena Viver                                                                  | Julius Wu       | Artie Johann e Shawn Ries | 12 de Abril de 2015     | CACX11             | 3,11                   |
| 246      | 15           | " Once Bitten" A Mordida                                                                    | Joseph Lee      | Anthony Blasucci          | 19 de Abril de 2015     | CACX12             | 3,30                   |
| 247      | 16           | " Roasted Guy" A Fritada                                                                    | Joe Vaux        | Andrew Goldberg           | 26 de Abril de 2015     | CACX13             | 3,17                   |
| 248      | 17           | " Fighting Irish" Brigando com Irlandês                                                     | Brian Iles      | Jaydi Samuels             | 3 de Maio de 2015       | CACX14             | 3.68                   |
| 249      | 18           | " Take My Wife" Pegue Minha Mulher                                                          | John Holmquist  | Kevin Biggins             | 17 de Maio de 2015      | CACX14             | 2.85                   |

### 14ª Temporada: 2015–2016
| Nº       | Nº           | Título                                                            | Diretor(es)     | Escritor(es)              | Data da transmissão     | Código de produção | Audiência (em milhões) |
| Na série | Na temporada | Título                                                            | Diretor(es)     | Escritor(es)              | Data da transmissão     | Código de produção | Audiência (em milhões) |
| -------- | ------------ | ----------------------------------------------------------------- | --------------- | ------------------------- | ----------------------- | ------------------ | ---------------------- |
| 250      | 1            | " Pilling Them Softly" Gota a Gota                                | Jerry Langford  | Hayes Davenport           | 27 de Setembro de 2015  | CACX17             | 2.87                   |
| 251      | 2            | " Papa Has a Rollin' Son" Papai Era um Sabichão                   | Steve Robertson | Danny Smith               | 4 de Outubro de 2015    | CACX18             | 3.56                   |
| 252      | 3            | " Guy, Robot" O Robô                                              | Mike Kim        | Chris Regan               | 11 de Outubro de 2015   | DACX02             | 2.79                   |
| 253      | 4            | " Peternormal Activity" Atividade Peternormal                     | Greg Colton     | Chris Sheridan            | 25 Outubro de 2015      | CACX16             | 3.85                   |
| 254      | 5            | " Peter, Chris, & Brian" Peter, Cris e Brian                      | Joe Vaux        | Patrick Meighan           | 8 de Novembro de 2015   | DACX03             | 2.58                   |
| 255      | 6            | " Peter's Sister" A irmã de Peter                                 | John Holmquist  | Tom Devanney              | 15 de Novembro de 2015  | DACX04             | 2.91                   |
| 256      | 7            | " Hot Pocket-Dial" Ligação por Engano                             | Steve Robertson | Aaron Lee                 | 22 de Novembro de 2015  | DACX06             | 3.37                   |
| 257      | 8            | " Brokeback Swanson" Brokeback Swanson                            | Julius Wu       | Ted Jessup                | 6 de Dezembro de 2015   | DACX07             | 3.63                   |
| 258      | 9            | " A Shot in the Dark" Um Tiro no Escuro                           | Brian Iles      | Mike Desilets             | 13 de Dezembro de 2015  | DACX05             | 3.74                   |
| 259      | 10           | " Candy, Quahog Marshmallow" O Doce Marshmallow de Quahog         | Joseph Lee      | Cherry Chevapravatdumrong | 3 de Janeiro de 2016    | DACX01             | 3.26                   |
| 260      | 11           | " The Peanut Butter Kid" O garoto Pasta de Amendoim               | Greg Colton     | Artie Johann              | 10 de Janeiro de 2016   | DACX08             | 3.92                   |
| 261      | 12           | " Scammed Yankees" Yankees Caem em Golpe                          | Jerry Langford  | Ray James                 | 17 de Janeiro de 2016   | DACX09             | 3.40                   |
| 262      | 13           | " An App a Day" Um Aplicativo de Um dia                           | Mike Kim        | Anthony Blasucci          | 14 de Fevereiro de 2016 | DACX12             | 2.57                   |
| 263      | 14           | " Underage Peter" Peter o Menor de Idade                          | Joseph Lee      | Shawn Ries                | 21 de Fevereiro de 2016 | DACX13             | 2.72                   |
| 264      | 15           | " A Lot Going on Upstairs" Tem Muita Coisa Acontecendo ai em Cima | Joe Vaux        | Steve Callaghan           | 6 de Março de 2016      | DACX11             | 2.74                   |
| 265      | 16           | " The Heartbreak Dog" O Cachorro Apaixonado                       | Brian Iles      | Lew Morton                | 13 de Março de 2016     | DACX14             | 2.98                   |
| 266      | 17           | " Take a Letter" Leve a Carta                                     | John Holmquist  | Kevin Biggins             | 17 de Abril de 2016     | DACX15             | 2.93                   |
| 267      | 18           | " The New Adventures of Old Tom" As Novas Aventuras do Velho Tom  | Steve Robertson | Travis Bowe               | 8 de Maio de 2016       | DACX16             | 2.76                   |
| 268      | 19           | " Run, Chris, Run" Corra, Chris ,Corra                            | Julius Wu       | Damien Fahey              | 15 de Maio de 2016      | DACX17             | 2.65                   |
| 269      | 20           | " Road to India" Caminho das Índias                               | Greg Colton     | Danny Smith               | 22 de Maio de 2016      | DACX18             | 2.59                   |

### 15ª Temporada: 2016–2017
| Nº       | Nº           | Título                                                               | Diretor(es)     | Escritor(es)              | Data da transmissão     | Código de produção | Audiência (em milhões) |
| Na série | Na temporada | Título                                                               | Diretor(es)     | Escritor(es)              | Data da transmissão     | Código de produção | Audiência (em milhões) |
| -------- | ------------ | -------------------------------------------------------------------- | --------------- | ------------------------- | ----------------------- | ------------------ | ---------------------- |
| 270      | 01           | "The Boys in the Band" Os Caras da Banda                             | Joseph Lee      | Chris Regan               | 25 de Setembro de 2016  | EACX01             | 2.80                   |
| 271      | 02           | "Bookie of the Year" Festa de San Gennaro                            | Jerry Langford  | Daniel Peck               | 2 de Outubro de 2016    | DACX10             | 3.47                   |
| 272      | 03           | "American Gigg-olo" Gigg-olo Americano                               | Mike Kim        | Chris Sheridan            | 16 de Outubro de 2016   | DACX19             | 3.68                   |
| 273      | 04           | "Inside Family Guy" Bastidores de Uma Família da Pesada              | Joe Vaux        | Andrew Goldberg           | 23 de Outubro de 2016   | DACX20             | 2.49                   |
| 274      | 05           | "Chris Has Got a Date, Date, Date, Date, Date" Chris Tem Um Encontro | Brian Iles      | Artie Johann              | 6 de Novembro de 2016   | EACX02             | 2.60                   |
| 275      | 06           | "Hot Shots" Vacinas Quentes                                          | John Holmquist  | David A. Goodman          | 13 de Novembro de 2016  | EACX03             | 3.58                   |
| 276      | 07           | "High School English" Ensino Médio Inglês                            | Steve Robertson | Ted Jessup                | 20 de Novembro de 2016  | EACX04             | 2.74                   |
| 277      | 08           | "Carter and Tricia" Carter e Tricia                                  | Mike Kim        | Patrick Meighan           | 4 de Dezembro de 2016   | EACX05             | 3.45                   |
| 278      | 09           | "How the Griffin Stole Christmas" Como Griffin Roubou o Natal        | Julius Wu       | Aaron Lee                 | 11 de Dezembro de 2016  | EACX06             | 3.05                   |
| 279      | 10           | "Passenger Fatty-Seven" Passageiro Gordo                             | Greg Colton     | Alex Carter               | 8 de Janeiro de 2017    | EACX07             | 4.00                   |
| 280      | 11           | "Gronkowsbees" Gronkabelha                                           | Jerry Langford  | Cherry Chevapravatdumrong | 15 de Janeiro de 2017   | EACX08             | 3.55                   |
| 281      | 12           | "Peter's Def Jam" A Balada Surda de Peter                            | Joe Vaux        | Anthony Blasucci          | 12 de Fevereiro de 2017 | EACX09             | 1.86                   |
| 282      | 13           | "The Finer Strings" Quarteto de Cordas                               | Joseph Lee      | Shawn Ries                | 19 de Fevereiro de 2017 | EACX09             | 2.26                   |
| 283      | 14           | "The Dating Game" O Jogo de Namoro                                   | Brian Iles      | Tom Devanney              | 5 de Março de 2017      | EACX11             | 2.48                   |
| 284      | 15           | "Cop and a Half-wit" Policial e um Cabeção                           | John Holmquist  | Ray James                 | 12 de Março de 2017     | EACX12             | 2.51                   |
| 285      | 16           | "Saturated Fat Guy" Um Gordinho Saturado                             | Steve Robertson | Damien Fahey              | 19 de Março de 2017     | EACX13             | 2.34                   |
| 286      | 17           | "Peter's Lost Youth" A Juventude Perdida de Peter                    | Julius Wu       | Danny Smith               | 26 de Março de 2017     | EACX14             | 2.17                   |
| 287      | 18           | "The Peter Principal" Peter Diretor da Escola                        | Greg Colton     | Steve Callaghan           | 30 de Abril de 2017     | EACX16             | 2.42                   |
| 288      | 19           | "Dearly Deported" Os Deportados                                      | Jerry Langford  | Mike Desilets             | 21 de Maio de 2017      | EACX17             | 2.14                   |
| 289      | 20           | "A House Full of Peters" Uma Casa Cheia de Peters                    | Joseph Lee      | Chris Sheridan            | 21 de Maio de 2017      | EACX19             | 2.14                   |

### 16ª Temporada: 2017–2018
| Nº       | Nº           | Título                                                                 | Diretor(es)     | Escritor(es)                              | Data da transmissão    | Código de produção | Audiência (em milhões) |
| Na série | Na temporada | Título                                                                 | Diretor(es)     | Escritor(es)                              | Data da transmissão    | Código de produção | Audiência (em milhões) |
| -------- | ------------ | ---------------------------------------------------------------------- | --------------- | ----------------------------------------- | ---------------------- | ------------------ | ---------------------- |
| 290      | 01           | " Emmy-Winning Episode" Episódio Ganhador do Emmy                      | Aaron Lee       | James Purdum, Dominic Bianchi, Peter Shin | 01 de Outubro de 2017  | FACX06             | 2.80                   |
| 291      | 02           | " Foxx in The Man House" Foxx No Banheiro Maculino                     | Brian Iles      | Andrew Goldberg                           | 08 de Outubro de 2017  | EACX20             | 3.05                   |
| 292      | 03           | " Nanny Goats" A Babá                                                  | Steve Robertson | Tom Devanney                              | 15 de Outubro de 2017  | FACX02             | 2.54                   |
| 293      | 04           | " Follow The Money" Siga o Dinheiro                                    | Mike Kim        | Kevin Biggins                             | 22 de Outubro de 2017  | EACX15             | 2.69                   |
| 294      | 05           | " Three Directors" Três Diretores                                      | Joe Vaux        | Travis Bowe                               | 05 de Novembro de 2017 | EACX18             | 2.31                   |
| 295      | 06           | " The D In Apartment 23" O D no Apartamento 23                         | Julius Wu       | Artie Johann                              | 12 de Novembro de 2017 | FACX03             | 3.11                   |
| 296      | 07           | " Petey IV" Petey IV                                                   | Mike Kim        | Anthony Blasucci                          | 19 de Novembro de 2017 | FACX04             | 2.08                   |
| 297      | 08           | " Crimes and Meg's Demeanor" Crimes e Conduta da Meg                   | Greg Colton     | Mike Desilets                             | 3 de Dezembro de 2017  | FACX05             | 2.59                   |
| 298      | 09           | " Don't Be a Dickens at Christmas" Não Seja um Dickens no Natal        | Jerry Langford  | Danny Smith                               | 10 de Dezembro de 2017 | FACX07             | 2.98                   |
| 299      | 10           | " Boy (Dog) Meets Girl (Dog)" Brian & Ellie                            | Brian Iles      | Steve Callaghan                           | 07 de Janeiro de 2018  | FACX09             | 3.40                   |
| 300      | 11           | " Dog Bites Bear" O Cachorro Morde o Urso                              | John Holmquist  | Cherry Chevapravatdumrong                 | 14 de Janeiro de 2018  | FACX01             | 4.10                   |
| 301      | 12           | " Send in Stewie, Please" Entre Stewie, Por Favor                      | Joe Vaux        | Gary Janetti                              | 11 de Março de 2018    | FACX10             | 2.24                   |
| 302      | 13           | " V is for Myster" V Pelo Mistério                                     | Joseph Lee      | David A. Goodman                          | 25 de Março de 2018    | FACX08             | 1.91                   |
| 303      | 14           | " Veteran Guy" O Veterano                                              | John Homlquist  | Patrick Meighan                           | 1 de Abril de 2018     | FACX11             | 2.05                   |
| 304      | 15           | " The Woof of Wall Street" O Latido de Hall Street                     | Steve Robertson | Alex Carter                               | 8 de Abril de 2018     | FACX12             | 1.93                   |
| 304      | 16           | " Family Guy Through the Years" Uma Família da Pesada Através dos Anos | Julius Wu       | Chris Sheridan                            | 22 de Abril de 2018    | FACX13             | 2.00                   |
| 304      | 17           | " Switch the Flip" Destrocar a Troca                                   | Mike Kim        | Kevin Biggins                             | 29 de Abril de 2018    | FACX14             | 2.26                   |
| 304      | 18           | " HTTPete" Conectados                                                  | Greg Colton     | Damien Fahey                              | 6 de Maio de 2018      | FACX15             | 1.92                   |
| 304      | 19           | " The Unkindest Cut" Passeio de Barco                                  | Jerry Langford  | Mark Hentemann                            | 13 de Maio de 2018     | FACX16             | 2.15                   |
| 304      | 20           | " Are You There God? It's Me, Peter" Péssimo Pai e Marido              | Joseph Lee      | Travis Bowe                               | 20 de Maio de 2018     | FACX17             | 1.83                   |

### Episódios ou Participações Especiais
| Nº | Nº           | Título                                               | Diretor(es)   | Escritor(es)                                            | Data da transmissão  | Código de produção |
| Na série | Na temporada | Título                                               | Diretor(es)   | Escritor(es)                                            | Data da transmissão  | Código de produção |
| --- | ------------ | ---------------------------------------------------- | ------------- | ------------------------------------------------------- | -------------------- | ------------------ |
| 270 | 1            | "100th Episode Special" Comemoração do 100º Episodio | Jamie Whitney | Tom Devanney, Alec Sulkin, John Viener e Wellesley Wild | 4 de Outubro de 2007 | 1. 6ACX45          |
| Nessa meia hora de tributo a Family Guy, em preparação para o 100º episódio, alguns dos melhores momentos passados são revisitados, incluindo paródias satíricas, piadas engraçadas e números musicais. Em alguns momentos, Seth MacFarlane entrevista algumas pessoas e pergunta sobre o que acham da série, recebendo quase sempre respostas negativas. |              |                                                      |               |                                                         |                      |                    |
| 270 | 1            | " 200th Episode Special" 200 Episódios Depois        | Brad Lachman  | Michael O'Rourke                                        | -                    | -                  |
| 270 | 1            | " Music" Especial Musicais                           | Peter Shin    | John Viener                                             | -                    | 1. 7ACX20          |